# Teritoriile australe și antarctice franceze
Teritoriile australe și antarctice franceze (franceză Terres australes et antarctiques françaises, prescurtat TAAF) oficial Teritoriile tărâmurilor australe și anctartice franceze (franceză: Territoire des Terres australes et antarctiques françaises) sunt un teritoriu de peste mări francez format dintr-un grup de insule vulcanice izolate în sudul Oceanului Indian, situate aproximativ echidistant între Africa, Australia și Antarctica și o porțiune din Antarctica, Teritoriul Adélie.

## Administrație
Teritoriile australe și antarctice franceze formează din 1955 un teritoriu francez de peste mări. Acestea se află sub autoritatea unui administrator superior, din 2000 acesta fiind bazat în Réunion, iar din 2004 acesta poartă titlul de prefect. Teritoriile beneficiază de autonomie financiară și administrativă și nu fac parte din Uniunea Europeană. Principalul rol al prefectului este gestionarea zonei economice exclusive de peste 1.600.000 km² a teritoriilor.
Teritoriile nu posedă populație permanentă, cele câteva încercări de colonizare sortindu-se cu un eșec. Totuși Franța asigură o prezență umană continuă datorită facilităților militare și științifice. Din punct de vedere administrativ, teritoriile sunt organizate sub forma a 4 districte:
| District                         | Bază permanentă   | Efectiv mediu de iarnă | Suprafață (km²) | ZEE (km²) |
| -------------------------------- | ----------------- | ---------------------- | --------------- | --------- |
| Insulele Saint-Paul și Amsterdam | Martin-de-Viviès  | 29                     | 66              | 502 533   |
| Crozet                           | Baza Alfred Faure | 18                     | 352             | 567 475   |
| Kerguelen                        | Port-aux-Français | 60                     | 7 215           | 563 869   |
| Teritoriul Adélie                | Dumont d'Urville  | 33                     | 432 000         | -         |
| TAAF                             |                   | 140                    | 439 781         | 1 633 877 |

Din punct de vedere internațional, teritoriile sunt cunoscuta ca Teritoriile australe franceze, Teritoriul Adélie din Antarctica având un statut special, suveranitatea franceză exercitânduse în limita Tratatului Antarcticii semnat de Franța în 1959. În fiecare district, prefectul numește un "șef de district" cu responsabilități diferite, aproximativ egale cu cele ale unui primar, ale unui ofițer de stare civilă și ale unui ofițer de poliție. Este de notat faptul că în majoritatea cazurilor aceștia sunt voluntari, membrii ai diferitelor baze din teritorii.
În teritorii nu se desfășoară alegeri datorită lipsei populației locale. Teritoriul Adélie are un statut special, prezența umană fiind permisă doar în scopuri științifice și cu respecarea unor clauze severe de protecție a mediului. Dreptul francez se aplică în toate teritoriile, în Teritoriul Adélie acesta aplicându-se în acord cu tratatele internaționale. Franța păstrează o prezență continuă în baza sa din Antarctica, Dumont d'Urville, în timpul verii australe aceasta fiind utilizată și de către alte națiuni, Australia din cauza proximității oferind un suport logistic important.
Deoarece teritoriile nu fac parte din Republica Franceză, limba franceză nu este obligatorie, limba engleză fiind vorbită în mod curent, lucru care facilitează schimburile științifice cu alte baze și cu alți cercetători internaționali precum și schimburile logistice cu Australia.

### Statutul Insulelor împrăștiate în Oceanul Indian
Insulele împrăștiate în Oceanul Indian sunt, din 3 ianuarie 2005 sub responsabilitatea prefectului Teritoriilor australe și antarctice franceze, în scopul de a le integra acestor teritorii sub forma unui al cincilea district, în ciuda revendicărilor din partea Madagascarului sau al Maurițiusului. Această acțiune are ca scop simplificarea procedurilor legale și juridice aplicabile teritoriilor, și la sfârșitul anului 2006 proiectul de lege se afla în dezbaterea Parlamentului Franței.

## Geografie
Insulele se află în sudul Oceanului Indian, între 37° și 50° latitudine sudică și 50° și 80° longitudine estică și au o suprafață totală de 7.781 km², o altitudine maximă de 1.850m în Insulele Kerguelen. Teritoriul Adélie cuprinde zona dintre Punctul Pourquoi Pas 66°12′S 136°11′E / 66.200°S 136.183°E și Punctul Alden 66°48′S 142°02′E / 66.800°S 142.033°E, cu o lungime a coastei de  350 km și o profunzime în interiorul continentului de aprowimativ 2600 km spre Polul Sud, pentru o suprafață totală de aproximativ 432.000 km².
Distanța față de Réunion este de 2880 km pentru Insulele Saint-Paul și Amsterdam, 2860 km pentru Insulele Crozet și 3500 km pentru Insulele Kerguelen. Insulele Saint-Paul și Amsterdam se află la 80 km una de cealaltă, și la 1420 km de Insulele Kerguelen.
Insulele Kergulen formează cel mai mare arhipelag și sunt cele mai sudice. Sunt formate dintr-o insulă principală (150 km lungime și 120 km lățime) și alte peste 300 de insule mai mici. Baza principală, Port-Aux-Français deține inclusiv un spital, o bibliotecă și o capelă. Insulele Crozet sunt formate din două grupuri de insule, în majoritate de origine vulcanică, cinci dintre ele fiind mai importante: două, mai mari, în grupul de est și trei, mai mici, în grupul de vest. Insulele Saint-Paul și Amsterdam sunt două insule vulcanice, Insula Amsterdam fiind de 7 ori mai mare decât insula Saint-Paul.

## Economie
Interesul economic al teritoriului se datorează zonei economice exclusive de pescuit foarte întinsă. Mare parte din cei 18 milioane USD venituri anuale o reprezintă taxele de pescuit în această zonă, bogată în pește. Statul francez desfășoară eforturi importante pentru a prevenii pescuitul ilegal, între 1997 și 2005 23 de nave ce pescuiau ilegal în zonă fiind interceptate. Unele dintre acestea au fost casate, altele au fost confiscate de către statul francez și sunt folosite la lupta împotriva pescuitului ilegal.
Există și un registru marin local, ce autorizează un drept de muncă mai relaxat față de normele franceze, ceea ce face ca flota marină înregistrată în teritorii are peste 70 nave cu o capacitate de peste 1000 GRT. Acest registru va dispărea însă în viitorul apropiat, fiind înlocuit cu registrul internațional francez.
Insulele sunt deservite de un vapor de aprovizionare - Marion Dufresne operat de către TAAF și Institutul de cercetări polare Paul-Emile Victor cu un echipaj mixt francez-roman-malgas(Madagascar). Vaporul efectuează patru curse anuale și este bazat în insula Réunion. Un număr limitat de turiști pot vizita insulele odată cu acesta.